# Wola Niedźwiedzia
Wola Niedźwiedzia – wieś w Polsce położona w województwie łódzkim, w powiecie poddębickim, w gminie Wartkowice. Miejscowość wchodzi w skład sołectwa Wola-Dąbrowa.
W latach 1975–1998 miejscowość administracyjnie należała do województwa sieradzkiego.